# Луганск (станция)
Луга́нск (укр. Луга́нськ) — железнодорожная станция Донецкой железной дороги. Находится на границе Каменнобродского, Артёмовского и Ленинского районов города.

## История

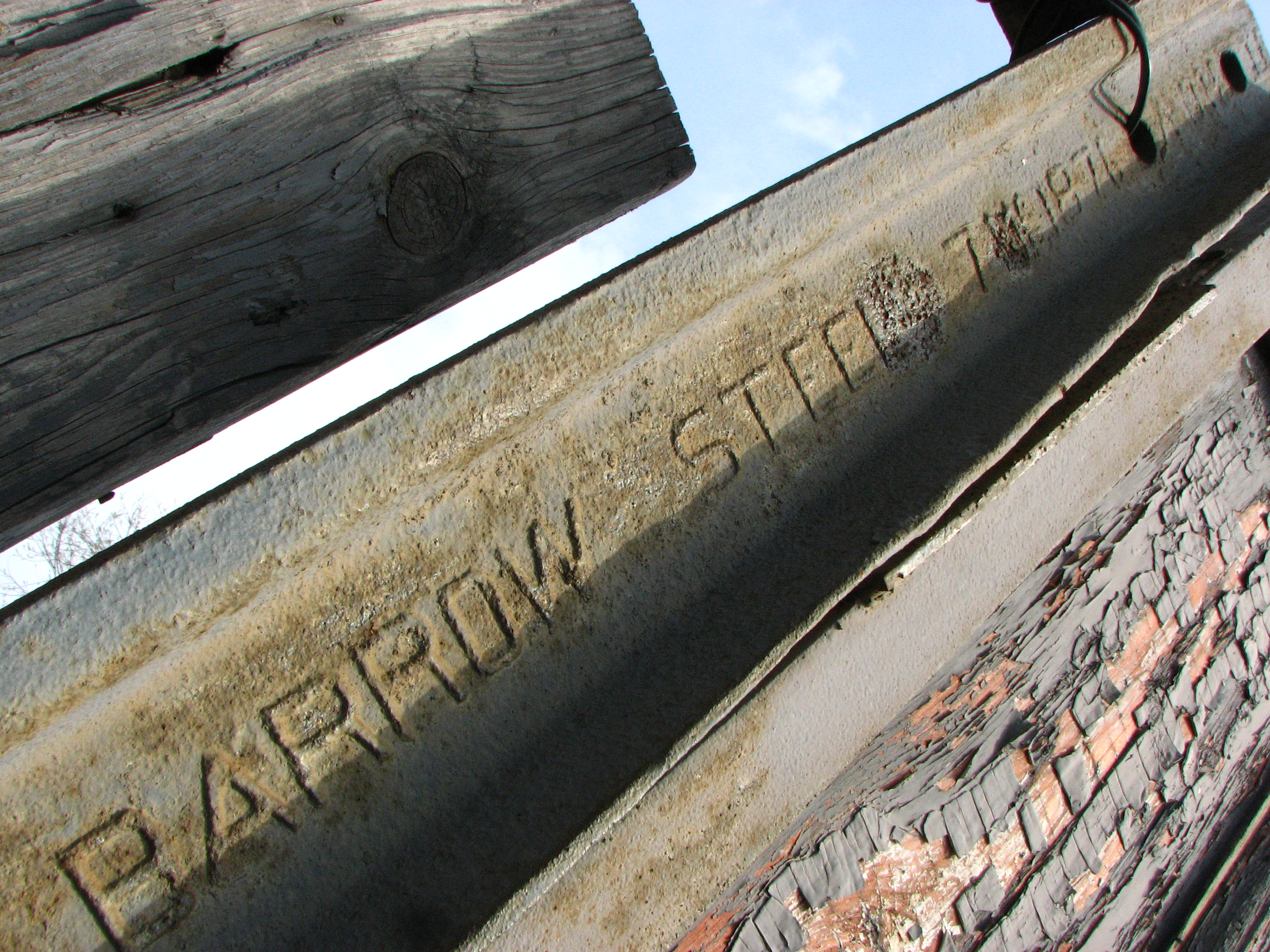
Barrow Steel, 1876 года. С них начиналась железная дорога в Луганске

История станции начинается в 1878 году, когда состоялось торжественное открытие Донецкой каменноугольной железной дороги, общая протяжённостью которой составляла 389 верст. Были открыты такие участки, как Никитовка — Дебальцево — Должанская, Дебальцево — Попасная — Краматорск и Дебальцево — Луганский завод, которая подошла к Луганску с юго-запада. 
В Луганске создаётся управление и закладывается рядом со станцией железнодорожное училище. 
Управление Донецкой железной дороги находилось в Луганске до 1934 года, после управление было перенесено в Артёмовск. 
В 1898 году прокладывается участок в северо-восточном направлении Луганск — Миллерово. 
В 1917 строится ветка в южном направлении Луганск — Бразоль, которая была разобрана в течение Гражданской войны, а уже в 1921 связка Луганск — Бразоль была восстановлена. Эти три направления: на юго-запад, северо-восточнее и на юг — являются основными направлениями города.

С развитием железной дороги в Ворошиловграде тесно связан также и Ворошиловградский тепловозостроительный завод имени Октябрьской революции.

## Электрификация
В 2005 году электрифицирован участок Дебальцево — Коммунарск (Алчевск), в 2006 году в Луганск прибыл первый пригородный поезд. 
Уже в 2007 году были завершены пятилетние работы по электрификации участка Дебальцево — Луганск.

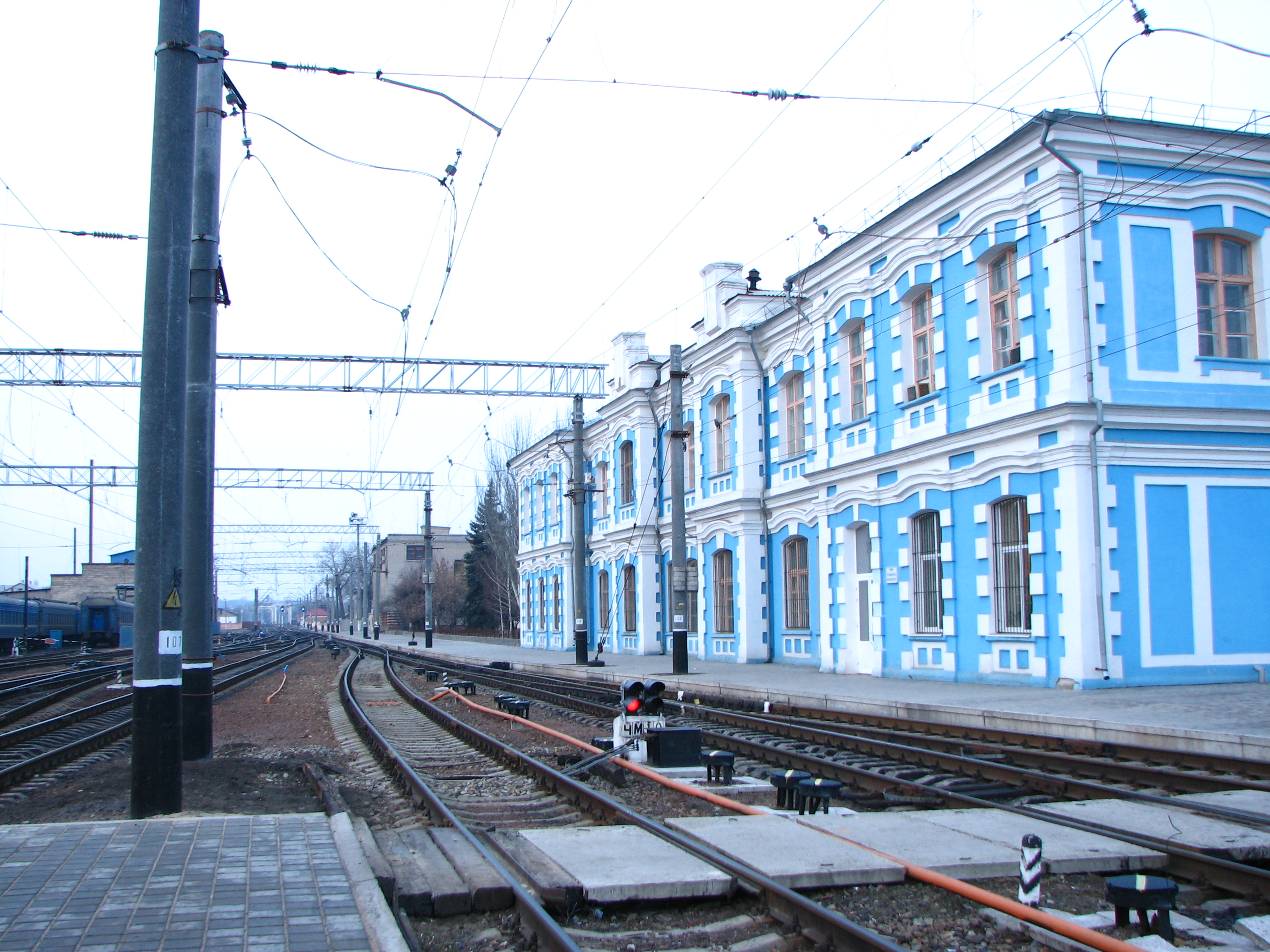
Старое здание вокзала
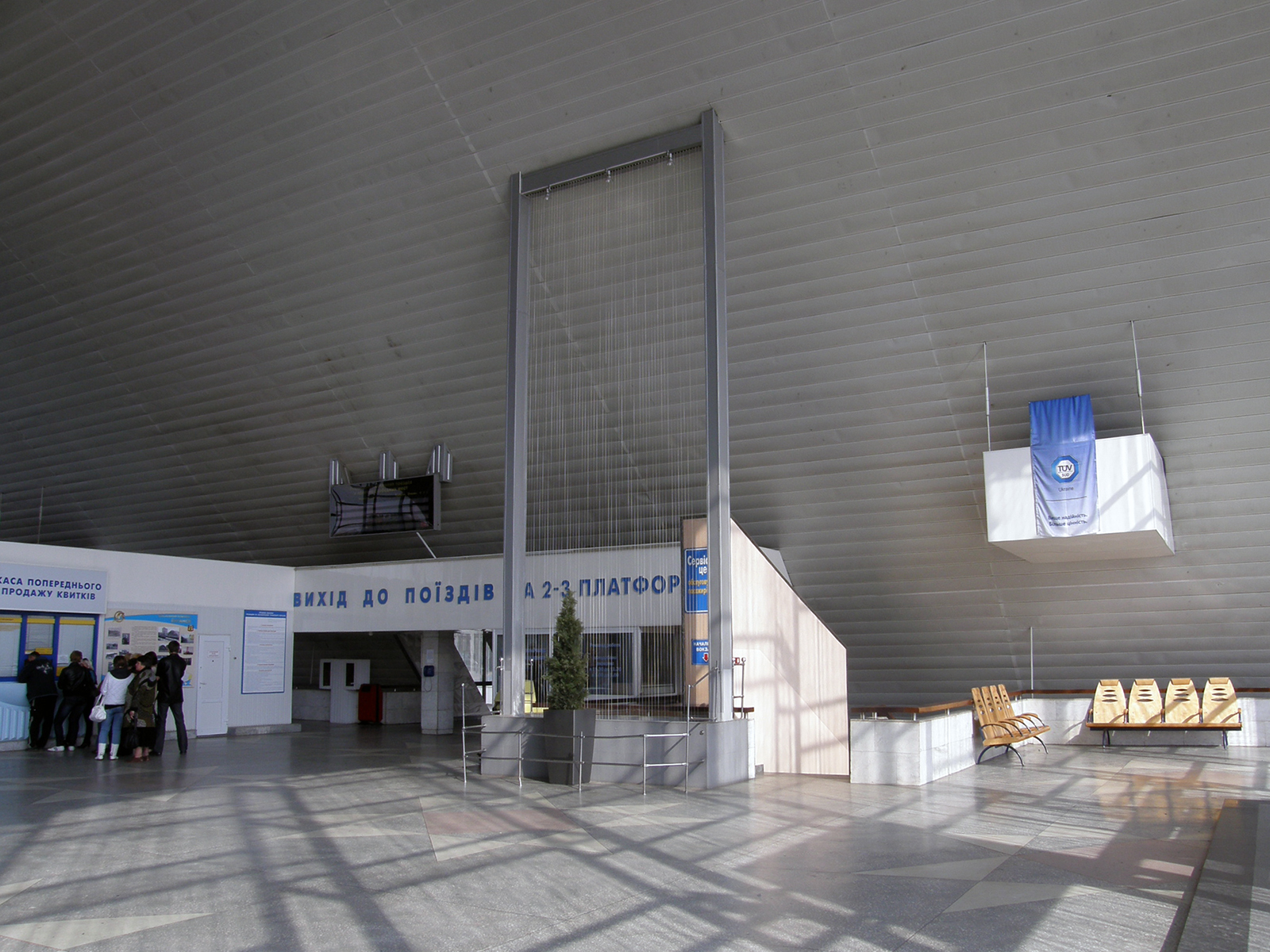
Интерьер современного вокзала
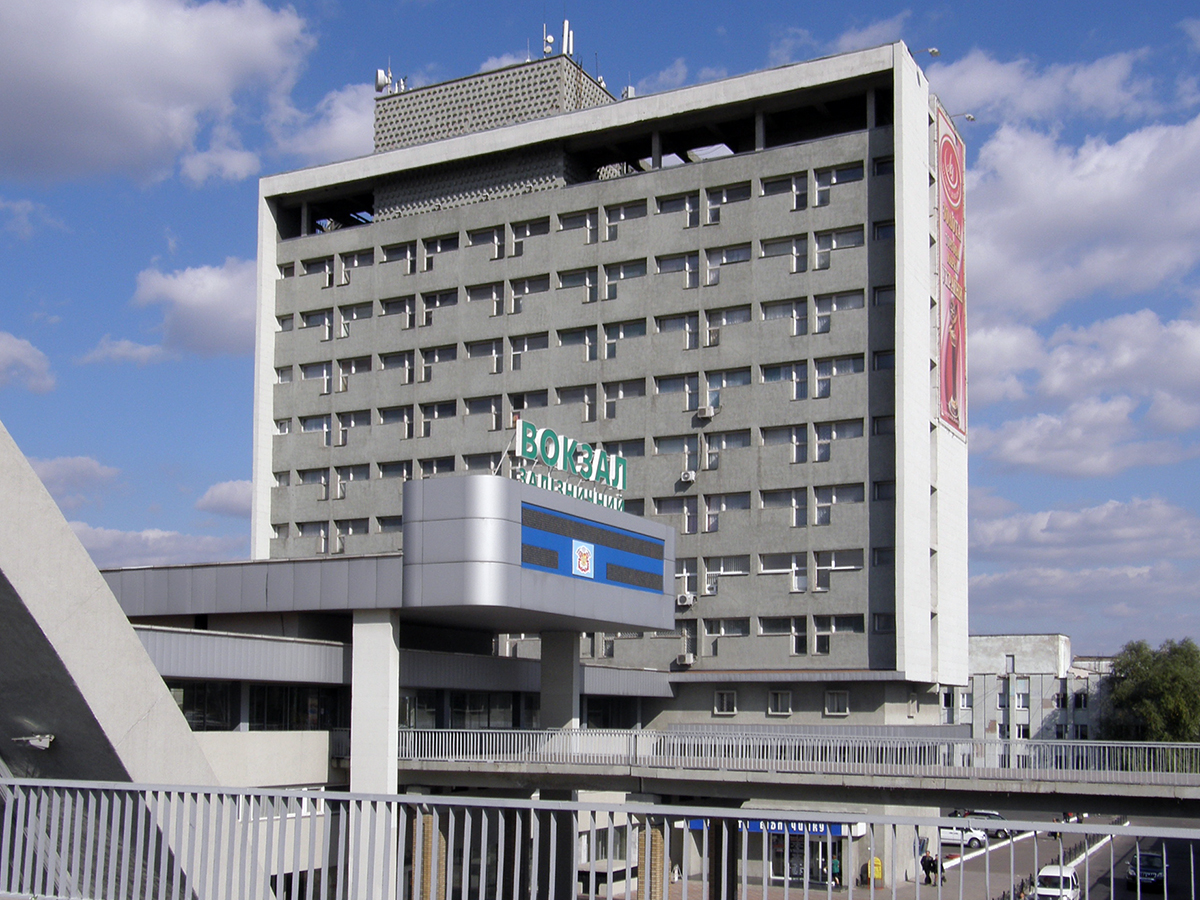
Привокзальная гостиница

## Сообщение от станции
До лета 2014 года со станции Луганск отправлялись пассажирские поезда во многие города Украины и ближнего зарубежья, в частности: в Киев, Харьков, Донецк, Одессу, Хмельницкий и Симферополь, а также в Москву. Пригородные поезда следовали до станций Коммунарск, Дебальцево, Изварино, Попасная, Сватово, Ольховая, Родаково, Лантратовка. С началом боевых действий все пассажирские и большинство пригородных поездов было отменено. По мере стабилизации ситуации движение поездов было восстановлено в незначительном объеме — в настоящее время курсирует один пассажирский поезд до станции Ясиноватая и три пригородных поезда до станции Мануиловка. Станция отключена от электрификации.

## Вокзал
В 1980 году на расстоянии около 600 м от старого железнодорожного вокзала было построено нынешнее здание вокзала, имеющее форму гиперболического цилиндра.
В комплекс просторного нового вокзала входит:
- автомобильная эстакада протяжённостью почти 700 метров, соединяющая вокзал с центром города,
- транспортная развязка,
- крытый надземный переход к платформам, который одним концом выходит в вокзал, а другим к трамвайной линии и улицы Кирова.

Железнодорожный вокзал является конечной остановкой некоторых городских и пригородных маршрутов.
Единовременная вместимость вокзала дальних и местных пассажиров составляет 1500 человек.
В здании вокзала находятся:
- камера хранения
- зал ожидания
- кассовый зал
- справочное бюро
- почта
- телеграф
- аптеки
- пункт обмена валют
- зал игровых автоматов
- буфет
- комнаты длительного отдыха пассажиров
- комнаты матери и ребёнка
- диктор
- дежурная комната милиции
- парикмахерская
- медпункт
- комната для депутатов
- платный туалет
- буфет
- пригородные билетные кассы